# Dromore (comté de Down)
Pour les articles homonymes, voir Dromore.
Dromore (de l’irlandais Droim Mór) est une ville d’environ 5 000 habitants dans la vallée de Lagan, dans le comté de Down en Irlande du Nord.

## À visiter
- le Motte et Bailey, un fort ancien datant de la Conquête Normande.
- Priest's Mount, un fort ancien, construit il y a 2 000 ans.

## Évêché
- Diocèse de Down et Dromore (anglican)
- Diocèse de Dromore (catholique)
- Cathédrale du Christ Rédempteur de Dromore

## Personnalités liées à cette localité
- Colman, premier évêque et abbé de Dromore, monastère qu'il fonda dans le comté de Down en Irlande ; saint chrétien fêté le 7 juin[1],[2].